# فريدون سنيرلي أوغلو
فريدون سنريلي اوغلو (بالتركية: Feridun Sinirlioğlu)‏ سياسي ودبلوماسي تركي (ولد في 30 يناير 1956 -كوريلا، كيرسون) شغل عدة مناصب حكومية سياسية اخرها منصب وزير الخارجية في تركيا

## التعليم
تخرج في جامعة انقرة عام 1978من كلية العلوم السياسية فرع العلاقات الدولية  وانهى الماجستر والدكتوراه من كلية العلوم الادارية من فرع العلوم السياسة والعلاقات الدولية في جامعة "بوغازيجى

## مناصبه
- باشر عمله في وزارة الخارجية في عام 1982 [2]
- حيث عين سفيرا للجمهورية التركية لدى تل أبيب في الفترة 2002-2007، و
- نائبا لأمين عام وزارة الخارجية في الفترة 2007-2009،
- أمينا عاما لوزارة الخارجية منذ عام 2009 إلى 2015
- وزير الخارجية منذ 30 أغسطس 2015 إلى الآن

المهنة الدبلوماسية:
في عام 1982 عمل اولا موظف بالدائرة الحكومية وبعدها شغل وظائف تتعلق بالثقافة فعمل موظف بمهنة اضاى ولكنه تركها في نفس العام بسبب الجيش
تم تعينه نائبا ثالثا عام 1983 وفي عام 1985 عين كاتبا ثانيا بسفارة «لاهاى» ورئيس للكتاب بسفارة بيروت عام 1988 كما عين رئيسا للكتاب في الدائرة الحكومية اليونانية عام 1990وايضا عام 1990 عين رئيسا للكتاب في مستشار العلاثات السياسية الثنائية وفي عام 1992 عين مستشارا ل «توركونو دايمى»
وعقب حصوله على وظائف دبلوماسية مختلفة عمل مستشارا لرئيس الجمهورية بين فترة 2 سيبتمبر عام 1996 و 15 سبتمبر عام 2000 وبين 15 سيبتمبر عام 2000 و 1 يوليو عام 2002 عمل نائبا للمدير العام المسئول عن الشرق الأوسط وشمال افريقيا وبين ا يوليو عام 2002 و 15 يناير عام 2007 عين في سفارة تل ابيب وبين 24 يناير 2007 و21 أغسطس 2009 عمل نائبا لمستشار العلاقات الثنائية السياسية.
ومند 21 أغسطس عام 2009 عمل مستشارا لوزير الخارجية. وفي 28 أغسطس عام 2015 عين وزير للخارجية في حكومة أحمد داوود أوغلو الثانية
```
ودلك بانتخابات الحكومة التركية المؤقتة.
```

## عائلته
وقد تزوج بالسفيرة عائشة سنيرلي اوغلو وانجب منها طفلين.